# Razorblade romance

Razorblade Romance este album înregistrat de HIM.

## Lista pieselor
1. "I Love You (Prelude to Tragedy)"
2. "Poison Girl"
3. "Join Me in Death"
4. "Right Here in My Arms"
5. "Gone With The Sin"
6. "Razorblade Kiss"
7. "Bury Me Deep Inside Your Heart"
8. "Heaven Tonight"
9. "Death is in Love with Us"
10. "Resurrection"
11. "One Last Time"